# Toljevac
Toljevac (en serbe cyrillique : Тољевац) est un village de Serbie situé dans la municipalité de Varvarin, district de Rasina. Au recensement de 2011, il comptait 500 habitants.

## Démographie

### Évolution historique de la population
| 1948  | 1953  | 1961  | 1971 | 1981 | 1991 | 2002 | 2011 |
| ----- | ----- | ----- | ---- | ---- | ---- | ---- | ---- |
| 1 079 | 1 111 | 1 115 | 976  | 839  | 758  | 570  | 500  |

|  |